# Copa Paulista de Futebol de 2014
A Copa Paulista de Futebol de 2014, foi a 20.ª edição da competição. A Copa Paulista é o segundo torneio em importância a ser organizado pela Federação Paulista de Futebol. O intuito desse campeonato é ocupar durante o segundo semestre times que não tiveram sucesso ao longo da temporada, ou querem exercitar seu time reserva (no caso dos chamados "grandes").
Em 2014, como acontece desde 2012, a competição dá o direito ao campeão de disputar a Copa do Brasil de 2015.

## Critérios de participação
Têm vaga assegurada:
- Os 12 primeiros classificados da Série A1.
- Os 11 primeiros classificados da Série A2.
- Os 09 primeiros classificados da Série A3.
- Em caso de desistência, preenche a vaga o clube na classificação subsequente.
- Não poderão participar do campeonato as equipes rebaixadas da Série A3 de 2014 para a Série B de 2015.

## Fórmula de disputa
- Primeira fase. Participarão 22 clubes que formarão quatro grupos regionalizados, sendo três grupos com sete clubes e um grupo com seis clubes que jogarão entre si, em turno e returno, classificando-se para a fase seguinte os cinco clubes melhores colocados de cada grupo, e o sexto melhor colocado entre os três grupos.

- Segunda fase. Os 16 clubes classificados formarão quatro grupos com quatro clubes cada e jogarão entre si, em turno e returno, classificando-se para a fase seguinte os dois clubes melhores colocados de cada grupo.

- Terceira fase (quartas-de-final). Os oito clubes classificados formarão quatro grupos com dois clubes cada e jogarão entre si, em turno e returno, classificando-se para a fase seguinte o clube melhor colocado de cada grupo.

- Quarta fase (semifinal). Os quatro clubes classificados formarão dois grupos com dois clubes cada e jogarão entre si, em turno e returno, classificando-se para a fase seguinte o clube melhor colocado de cada grupo.

- Quinta fase (final). Os dois clubes classificados jogarão entre si, em turno e returno, para definir o clube campeão e vice-campeão.

### Participantes
Os 22 participantes da Copa Paulista de 2014
| - Atlético Sorocaba (Sorocaba) - Botafogo-SP (Ribeirão Preto) - Batatais (Batatais) - Comercial (Ribeirão Preto) - Ferroviária (Araraquara) - Grêmio Osasco (Osasco) - Inter de Limeira (Limeira) - Independente-SP (Limeira) - Juventus-SP (São Paulo) - Mirassol (Mirassol) - Paulista (Jundiaí) | - Red Bull Brasil (Campinas) - Rio Branco-SP (Americana) - Santacruzense (Santa Cruz do Rio Pardo) - Santo André (Santo André) - São Bento (Sorocaba) - São Bernardo (São Bernardo do Campo) - São José-SP (São José dos Campos) - Taubaté (Taubaté) - União Barbarense (Santa Bárbara d'Oeste) - Votuporanguense (Votuporanga) - XV de Piracicaba (Piracicaba) |